# Nuoto ai Giochi della VII Olimpiade
Le gare di nuoto ai Giochi della VII Olimpiade si svolsero dal 22 agosto al 1º settembre 1920 presso lo Stade Nautique d'Antwerp, costruito per l'occasione.
Il programma prevedeva 10 eventi, uno in più rispetto alla precedente edizione di Stoccolma: vennero introdotti i 300 metri stile libero femminili, disputati, tuttavia, solo in questa circostanza, in quanto vennero sostituiti dai 400 metri a partire da Parigi 1924.
Per la prima volta gli Stati Uniti si affermarono come miglior nazione, conquistando ben otto titoli olimpici e 16 medaglie complessive.

## Nazioni e partecipanti
Gli atleti partecipanti furono 116, di cui 92 uomini e 24 donne. Le nazioni rappresentate furono 19.
- Australia
- Belgio
- Brasile
- Canada
- Cecoslovacchia
- Finlandia
- Francia

- Giappone
- Gran Bretagna
- Italia
- Lussemburgo
- Norvegia
- Nuova Zelanda

- Paesi Bassi
- Spagna
- Sudafrica
- Svezia
- Svizzera
- Stati Uniti

## Podi

### Uomini
| Evento                          | Oro                                                                        | Perform. | Argento                                                           | Perform. | Bronzo                                                              | Perform. |
| Stile libero                    |                                                                            |          |                                                                   |          |                                                                     |          |
| 100 m (dettagli)                | Duke Kahanamoku                                                            | 1'00"4   | Pua Kele Kealoha                                                  | 1'02"2   | Bill Harris                                                         | 1'03"2   |
| 400 m (dettagli)                | Norman Ross                                                                | 5'26"8   | Ludy Langer                                                       | 5'29"0   | George Vernot                                                       | 5'29"6   |
| 1500 m (dettagli)               | Norman Ross                                                                | 22'23"2  | George Vernot                                                     | 22'36"4  | Frank Beaurepaire                                                   | 23'04"0  |
| Dorso                           |                                                                            |          |                                                                   |          |                                                                     |          |
| 100 m (dettagli)                | Warren Kealoha                                                             | 1'15"2   | Raymond Kegeris                                                   | 1'16"2   | Gérard Blitz                                                        | 1'19"0   |
| Rana                            |                                                                            |          |                                                                   |          |                                                                     |          |
| 200 m (dettagli)                | Håkan Malmrot                                                              | 3'04"4   | Thor Henning                                                      | 3'09"2   | Arvo Aaltonen                                                       | 3:12"2   |
| 400 m (dettagli)                | Håkan Malmrot                                                              | 6'31"8   | Thor Henning                                                      | 6'45"2   | Arvo Aaltonen                                                       | 6'48"0   |
| Staffette                       |                                                                            |          |                                                                   |          |                                                                     |          |
| 4x200 m stile libero (dettagli) | Stati Uniti Perry McGillivray Pua Kele Kealoha Norman Ross Duke Kahanamoku | 10'04"4  | Australia Henry Hay Frank Beaurepaire William Herald Ivan Stedman | 10'25"4  | Gran Bretagna Leslie Savage Percy Peter Henry Taylor Harold Annison | 10'37"2  |

### Donne
| Evento                          | Oro                                                                           | Perform. | Argento                                                                   | Perform. | Bronzo                                                  | Perform. |
| Stile libero                    |                                                                               |          |                                                                           |          |                                                         |          |
| 100 m (dettagli)                | Ethelda Bleibtrey                                                             | 1'13"6   | Irene Guest                                                               | 1'17"0   | Frances Schroth                                         | 1'17"2   |
| 300 m (dettagli)                | Ethelda Bleibtrey                                                             | 4'34"0   | Margaret Woodbridge                                                       | 4'42"8   | Frances Schroth                                         | 4'52"0   |
| Staffette                       |                                                                               |          |                                                                           |          |                                                         |          |
| 4x100 m stile libero (dettagli) | Stati Uniti Margaret Woodbridge Frances Schroth Irene Guest Ethelda Bleibtrey | 5'11"6   | Gran Bretagna Hilda James Connie Jeans Charlotte Radcliffe Grace McKenzie | 5'40"6   | Svezia Aina Berg Emy Machnow Jane Gylling Carin Nilsson | 5'43"6   |

## Medagliere
| Posizione | Paese         | Oro | Argento | Bronzo | Totale |
| --------- | ------------- | --- | ------- | ------ | ------ |
| 1         | Stati Uniti   | 8   | 5       | 3      | 16     |
| 2         | Svezia        | 2   | 2       | 1      | 5      |
| 3         | Australia     | 0   | 1       | 1      | 2      |
| 3         | Canada        | 0   | 1       | 1      | 2      |
| 3         | Gran Bretagna | 0   | 1       | 1      | 2      |
| 6         | Finlandia     | 0   | 0       | 2      | 2      |
| 7         | Belgio        | 0   | 0       | 1      | 1      |
| Totale    | Totale        | 10  | 10      | 10     | 30     |